# Koksijde
Koksijde (in francese Coxyde) è un comune belga di 22 228 abitanti, situato nella provincia fiamminga delle Fiandre Occidentali.
La città è sede d'arrivo della Bredene Koksijde Classic.
Koksijde vanta diversi musei:
- l'Abbazia di Dune: chiamata Museo dell'Abbazia di Ten Duinen, ospita i resti dell'Abbazia cistercense di Nostra Signora delle Dune. Il museo dell'abbazia offre una panoramica storica della vita dei monaci cistercensi, dal 1107 fino alla morte dell'ultimo "Signore delle Dune" nel 1833. Illustra anche l'importanza religiosa e culturale che questa abbazia ha avuto nel tempo per l'area circostante.
- Il cottage dei marinai islandesi Nys-Vermoote, del XIX secolo, in Tulpenlaan.